# Hammarö HC
Le Hammarö HC est un club de hockey sur glace de Skoghall, Commune de Hammarö en Suède. Il évolue en Division 1, le troisième échelon suédois.

## Historique
Le club est créé en 1972.

## Palmarès
- Aucun titre.